# Gampong Asan
Gampong Asan is een bestuurslaag in het regentschap Pidie van de provincie Atjeh, Indonesië. Gampong Asan telt 897 inwoners (volkstelling 2010).